# Герасимов, Владимир Дмитриевич
Влади́мир Дми́триевич Гера́симов (15 сентября 1922 — 29 декабря 2010) — советский военнослужащий, участник Великой Отечественной войны, полный кавалер ордена Славы, командир расчёта 82-мм миномёта 170-го гвардейского стрелкового полка, гвардии сержант.

## Биография
Родился 15 сентября 1922 года в селе Нечаевка (ныне — Мокшанского района Пензенской области). Окончил 7 классов. Работал в колхозе.
18 июля 1941 года был призван в Красную Армию Мокшанским райвоенкоматом. В запасном полку получил специальность минометчика.
С июля 1942 года на фронте. Участвовал в боях на реке Дон, был награждён медалью «За отвагу». Член ВКП/КПСС с 1944 года.
К весне 1944 года гвардии сержант Герасимов командовал расчетом 82-мм миномета 170-го гвардейского стрелкового полка 57-й гвардейской стрелковой дивизии.
В конце марта — начале апреля 1944 года, в ходе наступления на Одессу, в боях за село Широкое, населенные пункты Рудники, Зелёный гвардии сержант Герасимов в составе расчета минометным огнём поразил до 15 солдат и офицеров, подавил огонь крупнокалиберного пулемета. 7 апреля у села Дальник интенсивным минометным огнём нанес противнику значительный урон. Его расчет в числе первых ворвался в город Одесса, подавляя огневые средства врага и его живую силу.
Приказом от 22 апреля 1944 года гвардии сержант Герасимов Владимир Дмитриевич награждён орденом Славы 3-й степени.
В июне 1944 года дивизия, в которой воевал Герасимов, была переброшена на север, на 1-й Белорусский фронт и участвовала в боях за освобождение Польши. В августе 1944 года при форсировании реки Висла в районе населенного пункта Ходкув и расширении плацдарма расчет гвардии сержанта Герасимова эффективным минометным огнём поразил живую силу и технику противника, способствуя успешному продвижению стрелковых подразделений. 10-14 августа в ходе отражения контратак противника подавил 4 огневые точки, рассеял и частично уничтожил до двух взводов пехоты. Приказом от 19 сентября 1944 года гвардии сержант Герасимов Владимир Дмитриевич награждён орденом Славы 2-й степени.
3 февраля 1945 года при форсировании реки Одер в районе населенного пункта Рейтвейн гвардии сержант Герасимов со своим расчетом первым переправился на плацдарм и открыл минометный огонь, истребив при этом несколько десятков солдат и офицеров врага, подавил 3 пулемёта. 6 февраля в боях за село Маншнов огнём миномета поразил до 20 вражеских солдат и разбил 2 пулемета. За эти бои был представлен к награждению орденом Славы 1-й степени.
В составе своей дивизии участвовал в Берлинской наступательной операции, был ранен. День Победы Владимир Герасимов встретил в госпитале.
Указом Президиума Верховного Совета СССР от 31 мая 1945 года за исключительное мужество, отвагу и бесстрашие, проявленные в боях с вражескими захватчиками гвардии сержант Герасимов Владимир Дмитриевич награждён орденом Славы 1-й степени. Стал полным кавалером ордена Славы.
В августе 1945 года гвардии старшина Герасимов был демобилизован. Вернулся на родину.
Жил в селе Нечаевка. Работал бригадиром в колхозе, затем был заведующим отделом райисполкома в родном селе, заместителем заведующего свеклопунктом на станции Симанщина. Больше 20 лет трудился на сахарном заводе в городе Каменка. После выхода на пенсию жил в селе Нечаевка, вел своё хозяйство. В 2009 году переехал в областной центр город Пензу к сыну.
Скончался 29 декабря 2010 года. Похоронен на Новозападном кладбище г. Пензы.
Награждён орденами Отечественной войны 1-й степени, Славы 3-х степеней, медалями, в том числе «За отвагу».